# Col.Tempo
Col.Tempo es el primer álbum de la banda japonesa Oyuugi Wagamama Dan x PaRADEiS lanzado el  28 de abril de 2010 bajo el sello discográfico indie Planet CHILD Music. Este álbum incorpora diferentes sonidos, una gran mezcla de géneros que van desde el J-pop hasta el Punk, otorgándole a cada canción un estilo singular que las distingue entre sí. El álbum contiene 10 canciones y un bonustrack que contiene el Making Of del mismo.

## Lista de canciones
Todas las letras escritas por Mashiro, toda la música compuesta por Oyuugi Wagamama Dan x PaRADEiS. 
| N.º | Título                                                             | Duración |  |
| 1.  | «Loli★ロリポップ (LoLli★Lollipop)»                                 | 4:19     |  |
| 2.  | «泣いちゃうくらい (Nakui chaukurai)»                               | 4:11     |  |
| 3.  | «The Other Side» (English version of (the Other side of paradeis)) | 4:28     |  |
| 4.  | «空の果実-burn out- (Sora no Kajitsu -burn out-)»                  | 4:43     |  |
| 5.  | «Verminous»                                                        | 4:10     |  |
| 6.  | «鬼ごっこ Col・Tempo-mix- (Onigokko Col・Tempo-mix-)»              | 5:08     |  |
| 7.  | «ЯhytHmic TelepAthy8»                                              | 3:35     |  |
| 8.  | «Fairy Tears» (Alternative Version Of Ame No Nioi)                 | 4:10     |  |
| 9.  | «I'm Pround»                                                       | 4:33     |  |
| 10. | «時のすみか (Toki no Sumika)»                                      | 5:52     |  |

| Dvd bonus tracks |                       |          |  |
| N.º              | Título                | Duración |  |
| 11.              | «Making Of Col.Tempo» | 15:40    |  |

## Personal
| Oyuugi Wagamama Dan x PaRADEiS - (Waatame Mashiro/Mashitan) ゎたぁめ真白 vocalista - (Sei) 聖 guitarra líder - (Ao) 碧 guitarra rítmica - (Ryuki) 瑠希 bajo - (Miharu) 実春 batería | Producción - Productores exclusivos Planet CHILD Music - Co-Productores PaRADEiS |